# Černíkov
Černíkov (in tedesco Tschernikau o Czernikau) è un comune della Repubblica Ceca facente parte del distretto di Klatovy, nella regione di Plzeň.